# Finnjolle

Finnjolle är en enmansjolle med ett storsegel. Finnjollen har OS-status. Båten anses vara fysiskt krävande då seglaren bör väga närmare 100 kg och vara 190 cm lång.
Rickard Sarby från Uppsala konstruerade båten. Första Finnjollen byggdes 1949 och vann en konstruktionstävling utlyst av finska seglarförbundet inför de olympiska sommarspelen 1952 i Helsingfors. Namnet Finnjolle kommer av att den deltog första gången i Finland, vid OS i Helsingfors 1952. Finnjollen ersatte då Firefly. Jollen har varit olympisk klass från 1952 till 2020.
Rikard Sarby tog en bronsmedalj i OS 1952. Fredrik Lööf är idag Sveriges främsta Finnjolleseglare. Han har tagit hem en bronsmedalj i de olympiska sommarspelen 2000 i Sydney och vunnit tre VM-guld. Bland andra svenska Finnjolleseglare finns Daniel Birgmark som placerade sig fyra i de olympiska sommarspelen 2008 i Peking och Björn Allansson. Under de olympiska sommarspelen 2016 representerades Sverige av Max Salminen.

## Båtfakta
- Längd: 4,51 m
- Bredd: 1,52 m
- Segelyta: 10,0 m²
- Vikt: 120 kg

## Bildgalleri

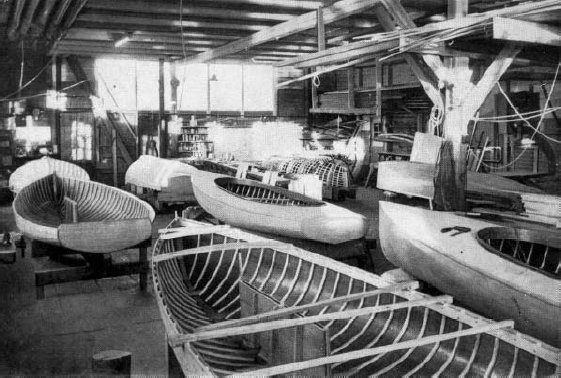
Finnjollar under byggande i ett danskt båtvarv 1952